# Dave Padden
David James Padden (ur. 13 lutego 1976) – kanadyjski muzyk, wokalista, kompozytor i instrumentalista, gitarzysta oraz basista. Padden popularność zyskał jako członek grupy muzycznej Annihilator, jest również współzałożycielem grupy Silent Strain w której śpiewa.
W 2015 roku muzyk opuścił skład Annihilator motywując swą decyzję zmęczeniem koncertowaniem oraz innymi zobowiązaniami.

## Wybrana dyskografia
- Annihilator – All for You (2004)
- Reckless Tide – Repent or Seal Your Fate (2005, gościnnie)
- Annihilator – Schizo Deluxe (2005)
- Annihilator – Metal (2007)
- Annihilator – Annihilator (2010)
- Adimiron – K2 (2011, gościnnie)
- Annihilator – Feast (2013)